# 實蘭溝
實蘭溝  是马来西亚的詩巫和民都魯之間陸路通車，又在木膠支路交叉口，且距離相當於三個城市之中心點，三處來往車輛大都停此略作歇息。故在八十年代，路的兩旁木店應運而生。後因大火焚燬而興建現代化的混凝土商店。